# Завалишины
Завалишины — русский дворянский род.
Восходит ко второй половине XVI века и внесённый в VI и II части родословных книг Астраханской, Московской, Калужской, Тверской и Новгородской губерний.

## Описание герба
В числе Высочайше утверждëнных герба Завалишиных нет. В Гербовнике Анисима Титовича Князева 1785 года есть изображение печати с гербом Афанасия Семёновича Завалишина: в серебряном поле щита, имеющего круглую форму, изображены серебряный олень с рогами,скачущий по земле в правую сторону, и зелёное дерево. Щит увенчан дворянским шлемом (без короны). Цветовая гамма намёта не определена. Вокруг щита - фигурная виньетка.

## Носители фамилии

### А
- Завалишин, Александр Иванович (1891—1939) — уральский писатель, журналист, драматург.
- Завалишин, Анатолий Павлович (1933—2011) — украинский организатор испытаний и запусков ракетно-космической техники.
- Адриан Андрусовский (в миру Завалишин Андрей; конец XV века — 1550) — русский православный святой, преподобномученик.

### В
- Завалишин, Вячеслав Клавдиевич (1915—1995) — американский русскоязычный журналист, литературный и художественный критик, поэт.

### Д
- Завалишин, Дмитрий:[править]  -  Завалишин, Дмитрий Александрович (1900—1968) — советский физик, член-корреспондент Академии наук СССР.
  -  Завалишин, Дмитрий Иринархович (1804—1892) — русский морской офицер, публицист и мемуарист, декабрист.
  -  Завалишин, Дмитрий Константинович (род. 1967) — российский программист.

### И
- Завалишин, Ипполит Иринархович (1808 — не ранее 1883) — русский писатель-этнограф и поэт.
- Завалишин, Иринарх Иванович (1769, по другим сведениям 1770—1821) — русский военный и государственный деятель, писатель и поэт.

### Н
- Завалишин, Николай:[править]  -  Завалишин, Николай Иванович (1894—1968) — советский военный деятель, профессор, генерал-лейтенант медицинской службы.
  -  Завалишин, Николай Иринархович (1797—1847) — русский мореплаватель, исследователь Арктики, кругосветный путешественник.

### П
- Завалишин, Пётр Александрович (1831—1870) — офицер Российского императорского флота, Георгиевский кавалер.

### Ю
- Завалишин, Юрий Кузьмич (1932—2019) — генеральный директор ядерно-боеприпасного завода «Авангард», доктор технических наук, профессор.

## Завалишина
- Завалишина, Динара Николаевна (род. 1930) — советский и российский учёный-психолог.